# Resident Evil: Degeneration
Resident Evil: Degeneration is een Japanse film uit 2008, geregisseerd door Makoto Kimaya en geschreven door Shotaro Suga. De hoofdrollen zijn ingesproken door Alyson Court, Paul Mercier en Laura Bailey. De alternatieve (Japanse) titels van deze film zijn Biohazard: Degeneration en Biohazard CG.
De film is geen vervolg op de Resident Evil-reeks maar een losstaande verfilming van de computerspellen van Resident Evil, waarbij de stemmen van hoofdrollen Claire Redfield en Leon S. Kennedy worden ingesproken door dezelfde personen als in de computerspellen.

## Verhaal
De film begint met verscheidene tv-programma's die het virusongeluk in Raccoon City uit de eerdere delen rapporteren en laten zien hoe de stad werd platgegooid door nucleaire raketten. Een andere uitzending meldt dat een bepaald farmaceutisch bedrijf, WilPharma genaamd, een nieuw onderzoekslab zal gaan opzetten in de buurt van de stad Havardville. Voormalig militair Leon S. Kennedy en Claire Redfield gaan erop af om te voorkomen dat de geschiedenis zichzelf herhaalt.

## Stemverdeling
- Alyson Court - Claire Redfield
- Paul Mercier - Leon S. Kennedy
- Laura Bailey - Angela Miller
- Roger Craig Smith - Curtis Miller
- Crispin Freeman - Frederic Downing
- Michelle Ruff - Rani Chawla
- Michael Sorich - Senator Ron Davis
- Salli Saffioti - Ingrid Hunnigan